# Renata Fischer
Pour les articles homonymes, voir Fischer.
Renata Fischer, née le 1er juillet 1943 à Chemnitz, est une ancienne fondeuse allemande.

## Championnats du monde
- Championnats du monde de ski nordique 1970 à Vysoke Tatry 
  -  Médaille d'argent en relais 3 × 5 km.